# دايفيد كوك
دايفيد كوك (بالإنجليزية: David Cook)‏ هو كاتب ومؤلف وكاتب سيناريو وموزع ‏ وروائي وممثل بريطاني، ولد في 21 سبتمبر 1940 في المملكة المتحدة، وتوفي في 16 سبتمبر 2015. من الجوائز التي نالها E. M. Forster Award ‏ سنة 1977.

## جوائز
- E. M. Forster Award [الإنجليزية]‏ (1977)

## وصلات خارجية
- دايفيد كوك على موقع IMDb (الإنجليزية)
- دايفيد كوك على موقع أول موفي (الإنجليزية)
- دايفيد كوك على موقع أول موفي (الإنجليزية)
- دايفيد كوك على موقع قاعدة بيانات الأفلام السويدية (السويدية)
- دايفيد كوك على موقع قاعدة بيانات الأفلام السويدية (السويدية)
- دايفيد كوك على موقع قاعدة بيانات الفيلم (الإنجليزية)
- دايفيد كوك على موقع كينوبويسك (الروسية)
- دايفيد كوك على موقع كينوبويسك (الروسية)